# Can't Sell Dope Forever
Can't Sell Dope Forever è un album collaborativo tra i gruppi hip hop statunitensi dead prez e Outlawz, pubblicato nel 2006.
| Recensione | Giudizio |
| ---------- | -------- |
| AllMusic   | misto    |
| RapReviews | [ 2 ]    |
| XXL        | negativo |

## Tracce
1. Intro – 0:04
2. 1nation (featuring Stormey) – 2:43 – stic.man
3. Can't Sell Dope Forever (featuring Stormey) – 4:01 – EDI Don
4. Like a Window – 4:05 – stic.man
5. Surroundings (Skit) – 0:17
6. Thuggin' on the Blokkk (featuring Stormey) – 4:16 – EDI Don
7. U Ain't the Only 1 (featuring Messy Marv) – 4:46 – M-1
8. Searchin' (featuring Stormey, Scott Lo & Erica) – 4:09 – Chuck P & Eddie Coldfingers
9. Dedication (Skit) – 0:07
10. Fork in the Road (featuring Stormey & Malachi) – 4:24 – EDI Don & New Muzik
11. Believe (featuring Ms. Nora (stic.man's Mama)) – 2:52 – stic.man
12. WRBG (Skit) – 0:05
13. Holdin' On (featuring Chae & Stormey) – 4:17 – stic.man
14. Came-Up (featuring Layzie Bone) – 3:14 – Tai Rotan

## Classifiche settimanali
| Classifica (2006)         | Posizione massima |
| ------------------------- | ----------------- |
| US Top R&B/Hip-Hop Albums | 99                |